# Batea
Batea – gmina w Hiszpanii, w prowincji Tarragona, w Katalonii, o powierzchni 127,62 km². W 2011 roku gmina liczyła 2136 mieszkańców.